# Chiesa di San Lorenzo (Campolongo Maggiore)
La chiesa di San Lorenzo è la parrocchiale di Liettoli, frazione di Campolongo Maggiore (VE); fa parte del vicariato del Piovese nell'ambito della diocesi di Padova.

## Storia
La prima citazione di una chiesa a Liettoli risale al 1214. Nella decima papale del 1297 si apprende che questa chiesa era dedicata a San Lorenzo e che era filiale della pieve di Sant'Angelo. 
L'attuale parrocchiale venne edificata nel 1836 e restaurata nel 1884.
Il campanile venne costruito tra il 1937 ed il 1947 e fu inaugurato il 2 gennaio 1948. 
Infine, la chiesa venne ristrutturata nel 2003.

## Interno
La pala dell'altare maggiore, raffigurante le Sante Maria Immacolata e Anna, fu realizzata tra il 1600 e il 1610 da Gabriele Caliari, figlio di Paolo Veronese. In stile barocco sono il pavimento, in stile veneziano, e la mensa dell'altare maggiore, realizzata con marmi bianchi e policromi da scalpellini veneti tra il 1690 ed il 1710. L'altare dedicato a san Lorenzo presenta una tela, risalente al primo Seicento, che mostra il santo tra le sante Caterina d'Alessandria e Lucia.